# Perisama chaseba
Perisama chaseba är en fjärilsart som beskrevs av William Chapman Hewitson 1855. Perisama chaseba ingår i släktet Perisama och familjen praktfjärilar. Inga underarter finns listade i Catalogue of Life.